# Санья, Артур
Антонио Артур Санья (порт. António Artur Sanhá; род. 1965, Бисау, колонии Португалии) — государственный и политический деятель Гвинеи-Бисау. Премьер-министр страны с 28 сентября 2003 по 10 мая 2004 года. Мэр Бисау (2010—2014). Генеральный секретарь «Партии социального обновления» (PRS).
Радикальный политик. Член «Партии социального обновления» (Partido de Renovação Social) бывшего президента Кумбы Яла.
После победы Кумбы Яла на президентских выборах Санья в феврале 2000 года был назначен министром внутренних дел Гвинеи-Бисау. Ушёл со своего поста в августе 2001 года.
После падения Ялы в результате военного переворота 28 сентября 2003 года занял пост премьер-министра страны при временно исполняющем обязанности президента Эрике Роза.
На парламентских выборах в марте 2004 года победила Африканская партия независимости Гвинеи и Кабо-Верде (ПАИГК), а её президент Карлуш Жуниор Гомиш сменил А. Санью 9 мая 2004 года на посту главы правительства, обвинив его во вмешательстве в выборы и тем самым в усилении дезорганизации населения.
В июне 2005 года во время протестов сторонников Кумбы Ялы, заявивших о мошенничестве в первом туре президентских выборов, на которых Яла официально занял третье место, полиция открыла огонь по демонстрантам и ненадолго арестовала Санью, который возглавлял марш и был задержан полицией с заряженным пистолетом.
Министр торговли и промышленности в 2020—2021 годах.